# تجارت در جلو/مهمانی در عقب
تجارت در مقابل/مهمانی در عقب اولین آلبوم گروه آلترناتیو مسیحی، فمیلی فورس ۵ است که در ۲۱ مارس ۲۰۰۶ منتشر شد. این آهنگ برای هدایت فمیلی فورس ۵ در جریان اصلی قابل توجه بوده است. در این آلبوم «معتاد به عشق» یک آهنگ رادیویی مسیحی بود. یک «نسخه الماس» نیز در ۲۰ مارس ۲۰۰۷ همراه با سه آهنگ دیگر منتشر شد.

## فهرست آهنگ
همهٔ ترانه‌ها توسط جیکوب اولدز و سالومون اولدز، به جز موارد ذکر شده هستند. نوشته شده‌است.
| شماره      | نام                   | نویسنده(ها)                           | مدت   |
| ---------- | --------------------- | ------------------------------------- | ----- |
| ۱.         | «کادیلاک فونک»        | ناتان کورین جیکوب اولدز سالومون اولدز | ۳:۲۷  |
| ۲.         | «کانتری جنتلمن»       |                                       | ۳:۲۳  |
| ۳.         | «دوست دختر سابق»      |                                       | ۳:۳۸  |
| ۴.         | «ملکه درام»           |                                       | ۳:۵۱  |
| ۵.         | «دست‌هایت را بالا ببر» |                                       | ۴:۲۰  |
| ۶.         | «معتاد به عشق»        | ناتان کورین جیکوب اولدز سالومون اولدز | ۳:۵۲  |
| ۷.         | «زمین‌لرزه»            |                                       | ۳:۰۵  |
| ۸.         | «جایگزینم کن»         | ناتان کورین جیکوب اولدز سالومون اولدز | ۳:۳۵  |
| ۹.         | «خودت را گم کن»       |                                       | ۳:۱۰  |
| ۱۰.        | «هلو»                 |                                       | ۳:۴۶  |
| ۱۱.        | «مافوق صوت»           |                                       | ۳:۰۷  |
| ۱۲.        | «بی‌حس»                |                                       | ۳:۱۱  |
| مجموع مدت: | مجموع مدت:            | مجموع مدت:                            | ۴۱:۳۰ |

## جوایز
در سال ۲۰۰۷، این آلبوم نامزد جایزه داو برای آلبوم راک سال در سی و هشتمین دوره جوایز جی‌ام‌ای داو شد.